# El libro de los veinticuatro filósofos

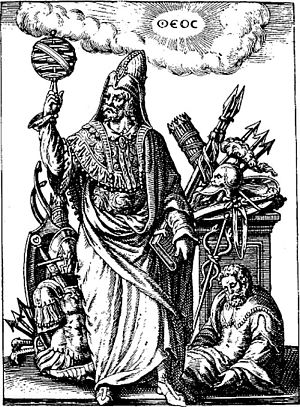
Hermes Trismegisto, a quien se le atribuye una posible autoría de El libro de los veinticuatro filósofos.

El libro de los veinticuatro filósofos cuyo título original en latín era Liber viginti quattuor philosophorum, es un libro de autor desconocido, creado, al parecer, en el siglo XII, durante la Edad Media, cuyo contenido consiste en un grupo de veinticuatro sentencias, cada una con la intención de definir a Dios, enmarcadas, al parecer, en un contexto neoplatónico y hermético, cuya influencia se extendería no solo en la Edad Media sino hasta épocas más modernas, ya que una de sus sentencias más famosas, la número II, señala: «Dios es una esfera infinita cuyo centro se halla en todas partes y su circunferencia en ninguna». Esta sentencia serviría de inspiración al escritor Jorge Luis Borges para la creación de su ensayo titulado La esfera de Pascal.

## Origen
La autoría de la obra es un tema bastante debatido, sin embargo, su primera aparición se remonta a la segunda mitad del siglo XII, no obstante la propia obra, dentro del prólogo constitutivo, ofrece una explicación de su origen en una pequeña narración que se acerca más a una leyenda, en la que se explica que tras una reunión de veinticuatro filósofos, solamente quedó por dilucidar el cuestionamiento "¿Qué es Dios?", tras un tiempo pactado se volvieron a reunir y cada uno otorgó una definición acerca de su propia idea de Dios. Así, conforme a tal narración, el conjunto de dichas definiciones conforma el Libro.

## Autoría
Durante la Edad Media el libro fue atribuido a Hermes Trismegisto, ya que a dicho personaje se le achacaban gran cantidad de obras filosóficas y místicas, sin embargo la crítica se lo ha atribuido a filósofos como Maestro Eckhart, Alejandro de Hales y Alain de Lille, no obstante que este último conoció la obra y la comentó.